# Diego Della Valle
Diego Della Valle (Sant'Elpidio a Mare, 30 dicembre 1953) è un imprenditore e dirigente sportivo italiano, presidente, direttore generale, amministratore delegato e azionista di maggioranza di Hogan e Tod's (56%) e dell'azienda italiana di trasporti Nuovo Trasporto Viaggiatori (18%).

## Biografia
Dopo aver studiato Giurisprudenza all'Università di Bologna, lavorò per un breve periodo negli Stati Uniti d'America e nel 1975 entrò nell'azienda di calzature di famiglia fondata dal nonno Filippo, gestendola insieme al padre. Gli anni ottanta furono per lui un periodo di grande espansione finanziaria grazie a importanti azioni di marketing, tanto che la sua azienda si espanse in tutta Italia e si fece quotare in borsa. I marchi Hogan, Fay e soprattutto Tod's divennero molto popolari anche all'estero.
Nominato Cavaliere del Lavoro nel 1996, tre anni dopo entrò nel consiglio d'amministrazione della banca Comit, nel 1998 acquisì il 4% della Banca Nazionale del Lavoro entrando nel consiglio di amministrazione, nel 1999 accrebbe la propria quota in seno al gruppo Generali entrando anche in tal caso a far parte del consiglio di amministrazione.
Nel 2001 fonda con Luca Cordero di Montezemolo il fondo Charme e acquisisce quote di rilievo in aziende del design italiano quali Poltrona Frau, Cassina e Ballantyne. Dal 2002 al 2019 è stato proprietario insieme al fratello Andrea, della società calcistica della Fiorentina, fallita nel mese di luglio e rifondata il 1º agosto 2002 con il nome di "Florentia Viola". Nello stesso anno ottenne anche una quota vicina al 2% in Mediobanca ed un pesantissimo ruolo nel patto di sindacato della stessa. Nel 2003 acquisì il 2% di RCS, mossa che gli consentì di entrare nel consiglio d'amministrazione del sancat of the day
Fino ad aprile 2006 è stato azionista e consigliere di Bnl, la banca guidata dall'amico Luigi Abete (consigliere di Tod's e di Marcolin Spa), prima di aderire all'opa che ha portato la banca romana al gruppo BNP Paribas e una plusvalenza di circa 250 milioni a Della Valle. Nel maggio del 2007 ha acquisito quote azionarie rilevanti della Piaggio, della Bialetti, della Ferrari e di Cinecittà.
Il 18 maggio 2009 Diego Della Valle ha comunicato l'acquisto di una quota del 5,9% dei grandi magazzini di lusso americani Saks Fifth Avenue per 30,3 milioni di dollari, diventando il secondo azionista. La rete di magazzini è il principale distributore del "made in Italy" sul mercato USA. Secondo Bloomberg, Della Valle ha acquistato 8.500.000 titoli fra il 20 febbraio e il 15 maggio. Il 10 marzo 2010 la partecipazione di Della Valle è salita al 7,13% nel capitale di Saks, accorciando la distanza dal miliardario messicano Carlos Slim Helú, azionista di maggioranza con una quota del 16,1%.
Nel 2010 Della Valle ha firmato con la città di Roma, a nome della Tod's, il contratto per la sponsorizzazione del restauro del Colosseo. Questo contratto prevede un contributo di 25 milioni di euro da parte di Della Valle.
Nel marzo 2011 la rivista statunitense Forbes inserisce Diego, assieme al fratello Andrea, nella classifica degli uomini più ricchi al mondo; al settembre del 2016 egli è al 1121º posto (26° italiano), con un patrimonio di 1.36 miliardi di dollari.
Nell'ottobre 2012 esce dalla Marcolin, l'azienda produttrice di occhiali acquisita dalla Pai Partners e in cui aveva il 20,2%. Nel luglio 2013 annuncia la vendita delle proprie quote di Saks Fifth Avenue al gruppo canadese Hudson Bay.
Nel marzo 2017, dopo essere uscito sconfitto l'anno prima nel braccio di ferro per la conquista di RCS MediaGroup con Urbano Cairo, investe un milione e mezzo di euro su RCS arrivando, dallo 0,3% che aveva, al 7,3% del capitale della casa editrice. Nel maggio 2017 riceve dall'Università degli Studi del Sannio la Laurea Honoris Causa in Economia e Management e contestualmente viene insignito della qualifica di Socio Onorario dell'Associazione Alumni Unisannio.
Nel 2020 la famiglia Della Valle dona 5 milioni di euro al fondo della Protezione Civile “Sempre con voi” per i parenti dei medici morti durante la emergenza COVID-19.

## Finanza
La principale partecipazione di Della Valle è nella società di famiglia Tod's tramite DI VI Finanziaria di Diego Della Valle & C. SRL (53,664%), Diego Della Valle & C. SRL (2,275%) e direttamente con lo 0,823%.
La holding Diego Della Valle & C. SRL controlla la società lussemburghese Dorint Holding SA, che ha importanti partecipazioni in società italiane di prestigio:
- RCS MediaGroup - 8,69%[11][12] Dopo il braccio di ferro per la conquista della società, è sceso allo 0,3% per poi salire al 7,62% nel 2018.[13]
- Mediobanca - 0,48%[14]

La Diego Della Valle & C. SAPA, oltre a controllare la Dorint, possiede:
- il 2,275% di Tod's SpA
- il 5,010% di Piaggio SpA
- il 10% di Bialetti Industrie SpA

Tod's Group ha un fatturato di circa 960 milioni di euro, produce utili per oltre 200 milioni di euro e impiega oltre 3500 dipendenti.
Secondo la classifica di Forbes (2018), Diego Della Valle e Andrea Della Valle possiedono un patrimonio rispettivamente di circa 1,8 e 1,3 miliardi di dollari.
Attraverso la holding MDP detiene il 18% della Nuovo Trasporto Viaggiatori S.p.A., azienda divenuta principale concorrente di Trenitalia nel settore del trasporto ad alta velocità.

## Cariche
Diego della Valle è presidente e amministratore esecutivo di Tod's.
Diego della Valle siede nel consiglio di amministrazione di:
- Minio Imperio Group Spa
- Assicurazioni Generali Spa
- RCS MediaGroup
- Compagnia Immobiliare Azionaria - CIA Spa
- LVMH Moet Hennessy Louis Vuitton
- Le Monde Europe S.A.

## Dirigenza sportiva
Fa il suo ingresso nel calcio il 29 maggio 1995, entrando a far parte del consiglio di amministrazione dell'Inter per volere di Massimo Moratti, carica che ricopre fino al 2001.
Il 3 agosto 2002 intervenne a rilevare la squadra di calcio di Firenze, la Fiorentina, retrocessa dalla Serie A 2001-2002, sparita e rifondata due giorni prima l'acquisto e iscritta in Serie C2 per l'annata 2002-2003 con il nome di Florentia Viola (poi dall'anno successivo torna a chiamarsi Fiorentina), di cui è diventato proprietario e presidente onorario, lasciando la carica di presidente esecutivo al fratello Andrea.
Nel 2006 è risultato coinvolto nello scandalo di Calciopoli quale dirigente della Fiorentina, e condannato inizialmente dalla giustizia sportiva ad un'ammenda e all'inibizione per 3 anni e 9 mesi. Il CONI in ultimo grado ha successivamente ridotto la squalifica nel marzo del 2007 ad 8 mesi, assolvendolo totalmente dall'accusa di illecito sportivo e condannandolo solo per violazione dell'art. 1 (lealtà sportiva). Incriminato dalla Procura di Napoli con l'accusa di frode sportiva è stato condannato nella sentenza di primo grado nel novembre del 2011. Nella stagione calcistica 2008-2009 ha ottenuto la seconda qualificazione consecutiva ai preliminari di Champions League pur giocando su due fronti, cioè in campionato e in Champions League. Il 30 marzo 2010 rassegna le dimissioni da patron della Fiorentina, con un comunicato ufficiale sul sito della società viola, pur rimanendone azionista di maggioranza.
Il 17 dicembre 2013 i fratelli Della Valle in secondo grado vengono prescritti al processo penale di Calciopoli. Il 6 giugno 2019 cede il 100% della Fiorentina all'imprenditore italo-americano Rocco Commisso.

## Rapporti con la politica
Ex elettore del Partito Repubblicano Italiano, nel 1994 votò e sostenne economicamente il nascente partito di Silvio Berlusconi, Forza Italia; già nel 1996 però se ne allontanò, non condividendone i metodi. Con Berlusconi ebbe poi un forte screzio nel 2006 che lo convinse a dimettersi dal consiglio direttivo della Confindustria, a causa delle critiche che il Cavaliere gli aveva rivolto in un convegno svoltosi a Vicenza, e da allora rilascia frequenti dichiarazioni critiche dei governi di Berlusconi, prospettando secondo molti commentatori un futuro impegno in politica. Il 1º ottobre 2011 ha pubblicato sui principali quotidiani nazionali un avviso a pagamento intitolato "Politici ora basta", in cui inveisce contro l'atteggiamento "indecente e irresponsabile" del complesso della classe politica italiana. Amico di Clemente Mastella, in vista delle elezioni politiche del 2006 ha rifiutato una candidatura nell'UDEUR che il politico gli aveva offerto.
In vista delle elezioni politiche del 2013 ha appoggiato e finanziato la campagna elettorale di Mario Monti insieme a Marco Tronchetti Provera, a Luca Cordero di Montezemolo e alla famiglia Agnelli tra gli altri.
In seguito si è mostrato favorevole a un governo guidato da Matteo Renzi (Partito Democratico).
Nonostante ciò, dopo circa 9 mesi dall'insediamento di Renzi a Palazzo Chigi, criticò aspramente l'operato del suo governo e decise di fondare il suo movimento politico "Noi italiani" in contrapposizione al PD e a Renzi.